# Fred Herzog
Fred Herzog (21. září 1930 Bad Friedrichshall – 9. září 2019) byl kanadský fotograf známý svými snímky dělníků v městském prostředí Vancouveru v Britské Kolumbii. Herzog byl jedním z průkopníků umělecké barevné fotografie. Na začátku své kariéry dosáhl mírného úspěchu, svou první velkou výstavu v umělecké galerii ve Vancouveru však uskutečnil až v roce 2007. Poté vydal celou řadu knih.
Herzog pracoval profesionálně jako lékařský fotograf. Byl přidruženým ředitelem Katedry biomedicínské komunikace UBC a vyučoval také na Univerzitě Simona Frasera.

## Život a práce
Herzog se narodil a vyrostl ve Stuttgartu v Německu, ale z města byl evakuován během leteckého bombardování za druhé světové války. Jeho rodiče zemřeli ještě během války na tyfus a rakovinu, poté odešel ze školy a našel si práci jako námořník na lodích. V roce 1952 Emigroval do Kanady, krátce žil v Torontu a Montréalu a poté se v roce 1953 přestěhoval do Vancouveru. Od dětství fotografoval příležitostně, po přestěhování do Kanady se začal věnovat fotografii hlouběji.
Jeho osobní práce se zaměřovala především na dělnické třídy a jejich spojení s městem. Pracoval s diapozitivy (většinou Kodachrome), což technicky omezovalo možnost vystavovat. Také v 50. a 60. letech 20. století byl na okraji uměleckého světa, jelikož většina uměleckých děl byla černobílých. Později byl však uznán jako jeden z průkopníků umělecké barevné fotografie.
Fred Herzog zemřel 9. září 2019 ve věku 88 let.

## Publikace
- Fred Herzog: Vancouver Photographs. Vancouver: Douglas & McIntyre; Vancouver Art Gallery, 2007. ISBN 9781553652557. Editoři: Grant Arnold a Michael Turner.
- Fred Herzog: Photographs. Vancouver: Douglas & McIntyre, 2011. ISBN 978-1553655589. Esej: Claudia Gochmann, Sarah Milroy, Jeff Wall a Douglas Coupland.
- Fred Herzog: Photographs. Berlín: Hatje Cantz, 2011. ISBN 9783775728119. Kurátoři: Stephen Waddell a Felix Hoffmann. Editor: Hoffmann. Texty v angličtině a němčině.
- Modern Color. Berlín: Hatje Cantz, 2017. ISBN 978-3775741811. Esej: David Campany a Hans-Michael Koetzle.

## Výstavy
- Fred Herzog: Vancouver Photographs, Vancouver Art Gallery, Vancouver, Britská Kolumbie, Kanada, leden – květen 2007.[8][9]

## Ocenění
- 2014: Audain Prize for Lifetime Achievement in the Visual Arts, Audain Art Museum, Kanada[10][11][12]